# Canoë-kayak aux Jeux olympiques d'été de 2024 - K2 500 mètres femmes
Cet article traite de l'épreuve féminine. Pour la compétition masculine, voir Canoë-kayak aux Jeux olympiques d'été de 2024 - K2 500 mètres hommes.
Navigation
Tokyo 2020 Los Angeles 2028
L'épreuve féminine du K2 500 mètres des Jeux olympiques d'été de 2024 se déroule les 6 et 9 août 2024 au stade nautique de Vaires-sur-Marne, à environ 30 km à l'Est de Paris.
La finale est remportée par les néozélandaises Lisa Carrington et Alicia Hoskin, devant les hongroises Tamara Csipes et Alida Dóra Gazsó.

## Médaillées
| Or                                                 | Argent                                     | Bronze                                                                  |
| Nouvelle-Zélande - Lisa Carrington - Alicia Hoskin | Hongrie - Tamara Csipes - Alida Dóra Gazsó | Allemagne - Jule Hake - Paulina Paszek Hongrie - Sára Fojt - Noémi Pupp |

## Programme
| Date            | Horaire  | Manche           |
| --------------- | -------- | ---------------- |
| Mardi 6 août    | 09 h 30  | Éliminatoires    |
| Mardi 6 août    | à suivre | Quarts de finale |
| Vendredi 9 août | 10 h 30  | Demi-finales     |
| Vendredi 9 août | à suivre | Finales          |

## Résultats détaillés

### Séries
Les 2 premières sont qualifiées pour les demi-finales (DF), les autres vont en quarts de finale (QF).
| Rang | Athlètes                                   | Pays      | Temps         | Notes |
| ---- | ------------------------------------------ | --------- | ------------- | ----- |
| 1    | Pauline Jagsch Lena Röhlings               | Allemagne | 1 min 41 s 45 | DF    |
| 2    | Yu Shimeng Chen Yule                       | Chine     | 1 min 42 s 70 | DF    |
| 3    | Emma Jørgensen Frederikke Hauge Matthiesen | Danemark  | 1 min 45 s 02 | QF    |
| 4    | Manon Hostens Vanina Paoletti              | France    | 1 min 45 s 34 | QF    |
| 5    | Maria Virik Anna Margrete Sletsjoe         | Norvège   | 1 min 47 s 17 | QF    |

| Rang | Athlètes                        | Pays             | Temps         | Notes |
| ---- | ------------------------------- | ---------------- | ------------- | ----- |
| 1    | Lisa Carrington Alicia Hoskin   | Nouvelle-Zélande | 1 min 41 s 05 | DF    |
| 2    | Hermien Peters Lize Broekx      | Belgique         | 1 min 41 s 80 | DF    |
| 3    | Tamara Csipes Alida Dóra Gazsó  | Hongrie          | 1 min 42 s 68 | QF    |
| 4    | Ella Beere Alyssa Bull          | Australie        | 1 min 46 s 21 | QF    |
| 5    | Tiffany Amber Koch Esti Olivier | Afrique du Sud   | 1 min 52 s 14 | QF    |

| Rang | Athlètes                        | Pays             | Temps         | Notes |
| ---- | ------------------------------- | ---------------- | ------------- | ----- |
| 1    | Martyna Klatt Helena Wiśniewska | Pologne          | 1 min 40 s 95 | DF    |
| 2    | Linnea Stensils Moa Wikberg     | Suède            | 1 min 40 s 97 | DF    |
| 3    | Courtney Stott Natalie Davison  | Canada           | 1 min 44 s 35 | QF    |
| 4    | Aimee Fisher Lucy Matehaere     | Nouvelle-Zélande | 1 min 46 s 52 | QF    |
| 5    | Carolina García Sara Ouzande    | Espagne          | 1 min 49 s 01 | QF    |

| Rang | Athlètes                      | Pays      | Temps         | Notes |
| ---- | ----------------------------- | --------- | ------------- | ----- |
| 1    | Paulina Paszek Jule Hake      | Allemagne | 1 min 39 s 03 | DF    |
| 2    | Karolina Naja Anna Puławska   | Pologne   | 1 min 39 s 18 | DF    |
| 3    | Noémi Pupp Sára Fojt          | Hongrie   | 1 min 39 s 44 | QF    |
| 4    | Selma Konijn Ruth Vorsselman  | Pays-Bas  | 1 min 43 s 91 | QF    |
| 5    | Karina Alanís Beatriz Briones | Mexique   | 1 min 44 s 87 | QF    |

### Quarts de finale
Les 4 premières se qualifient pour les demi-finales (DF), les autres sont éliminées.
| Rang | Athlètes                                            | Pays      | Temps         | Notes |
| ---- | --------------------------------------------------- | --------- | ------------- | ----- |
| 1    | Selma Konijn Ruth Vorsselman                        | Pays-Bas  | 1 min 40 s 93 | DF    |
| 2    | Ella Beere Alyssa Bull                              | Australie | 1 min 41 s 89 | DF    |
| 3    | Carolina García Sara Ouzande                        | Espagne   | 1 min 42 s 03 | DF    |
| 4    | Courtney Stott Natalie Davison                      | Canada    | 1 min 42 s 58 | DF    |
| 5    | Emma Aastrand Jørgensen Frederikke Hauge Matthiesen | Danemark  | 1 min 42 s 61 |       |
| 6    | Maria Virik Anna Margrete Sletsjoe                  | Norvège   | 1 min 43 s 28 |       |

| Rang | Athlètes                        | Pays             | Temps         | Notes |
| ---- | ------------------------------- | ---------------- | ------------- | ----- |
| 1    | Tamara Csipes Alida Dóra Gazsó  | Hongrie          | 1 min 40 s 57 | DF    |
| 2    | Manon Hostens Vanina Paoletti   | France           | 1 min 41 s 43 | DF    |
| 3    | Karina Alanís Beatriz Briones   | Mexique          | 1 min 41 s 45 | DF    |
| 4    | Noémi Pupp Sára Fojt            | Hongrie          | 1 min 41 s 90 | DF    |
| 5    | Aimee Fisher Lucy Matehaere     | Nouvelle-Zélande | 1 min 44 s 45 |       |
| 6    | Tiffany Amber Koch Esti Olivier | Afrique du Sud   | 1 min 46 s 40 |       |

### Demi-finales
Les 4 premières se qualifient pour la finale A (FA), les autres vont en finale B (FB).
| Rang | Athlètes                        | Pays      | Temps         | Notes |
| ---- | ------------------------------- | --------- | ------------- | ----- |
| 1    | Pauline Jagsch Lena Röhlings    | Allemagne | 1 min 39 s 51 | FA    |
| 2    | Hermien Peters Lize Broekx      | Belgique  | 1 min 39 s 74 | FA    |
| 3    | Tamara Csipes Alida Dóra Gazsó  | Hongrie   | 1 min 39 s 76 | FA    |
| 4    | Ella Beere Alyssa Bull          | Australie | 1 min 40 s 26 | FA    |
| 5    | Karina Alanís Beatriz Briones   | Mexique   | 1 min 40 s 39 | FB    |
| 6    | Martyna Klatt Helena Wiśniewska | Pologne   | 1 min 40 s 73 | FB    |
| 7    | Karolina Naja Anna Puławska     | Pologne   | 1 min 42 s 14 | FB    |
| 8    | Courtney Stott Natalie Davison  | Canada    | 1 min 42 s 57 | FB    |

| Rang | Athlètes                      | Pays             | Temps         | Notes |
| ---- | ----------------------------- | ---------------- | ------------- | ----- |
| 1    | Lisa Carrington Alicia Hoskin | Nouvelle-Zélande | 1 min 38 s 52 | FA    |
| 2    | Paulina Paszek Jule Hake      | Allemagne        | 1 min 38 s 84 | FA    |
| 3    | Selma Konijn Ruth Vorsselman  | Pays-Bas         | 1 min 39 s 49 | FA    |
| 4    | Noémi Pupp Sára Fojt          | Hongrie          | 1 min 39 s 89 | FA    |
| 5    | Linnea Stensils Moa Wikberg   | Suède            | 1 min 40 s 06 | FB    |
| 6    | Carolina García Sara Ouzande  | Espagne          | 1 min 40 s 23 | FB    |
| 7    | Manon Hostens Vanina Paoletti | France           | 1 min 40 s 62 | FB    |
| 8    | Yu Shimeng Chen Yule          | Chine            | 1 min 44 s 45 | FB    |

### Finales
| Rang                                | Athlètes                       | Pays             | Temps         | Notes |
| ----------------------------------- | ------------------------------ | ---------------- | ------------- | ----- |
| Médaille d'or, Jeux olympiques      | Lisa Carrington Alicia Hoskin  | Nouvelle-Zélande | 1 min 37 s 28 |       |
| Médaille d'argent, Jeux olympiques  | Tamara Csipes Alida Dóra Gazsó | Hongrie          | 1 min 39 s 39 |       |
| Médaille de bronze, Jeux olympiques | Paulina Paszek Jule Hake       | Allemagne        | 1 min 39 s 46 |       |
| 4                                   | Noémi Pupp Sára Fojt           | Hongrie          | 1 min 39 s 46 |       |
| 5                                   | Hermien Peters Lize Broekx     | Belgique         | 1 min 39 s 84 |       |
| 6                                   | Pauline Jagsch Lena Röhlings   | Allemagne        | 1 min 40 s 09 |       |
| 7                                   | Ella Beere Alyssa Bull         | Australie        | 1 min 40 s 94 |       |
| 8                                   | Selma Konijn Ruth Vorsselman   | Pays-Bas         | 1 min 41 s 26 |       |

| Rang | Athlètes                        | Pays    | Temps         | Notes |
| ---- | ------------------------------- | ------- | ------------- | ----- |
| 9    | Linnea Stensils Moa Wikberg     | Suède   | 1 min 42 s 05 |       |
| 10   | Karina Alanís Beatriz Briones   | Mexique | 1 min 43 s 70 |       |
| 11   | Martyna Klatt Helena Wiśniewska | Pologne | 1 min 43 s 82 |       |
| 12   | Karolina Naja Anna Puławska     | Pologne | 1 min 44 s 50 |       |
| 13   | Manon Hostens Vanina Paoletti   | France  | 1 min 45 s 18 |       |
| 14   | Yu Shimeng Chen Yule            | Chine   | 1 min 46 s 26 |       |
| 15   | Courtney Stott Natalie Davison  | Canada  | 1 min 46 s 96 |       |
| 16   | Carolina García Sara Ouzande    | Espagne | DNF           |       |